# Hôtel Royal d'Osijek
 (juin 2025).
L'hôtel Royal est un édifice historiciste de deux étages situé au 34 rue Kapucinska à Osijek, en Croatie.

## Description
Le bâtiment représentatif a été conçu par Ivan Domes en 1904-1905 à des fins hôtelières. La façade de style historiciste tardif est conçue en style néo-baroque. La représentativité du bâtiment est également évidente dans la conception de l'espace intérieur, qui au rez-de-chaussée abritait un café historiciste avec un jardin d'été et un cinéma Art nouveau. La fonction représentative soulignée du bâtiment démontre le haut niveau de vie sociale à Osijek au début du XXe siècle. 
Pour cela, l'édifice est enregistré comme bien culturel immobilier, avec le statut juridique d'un bien culturel protégé. 